# 硝酮

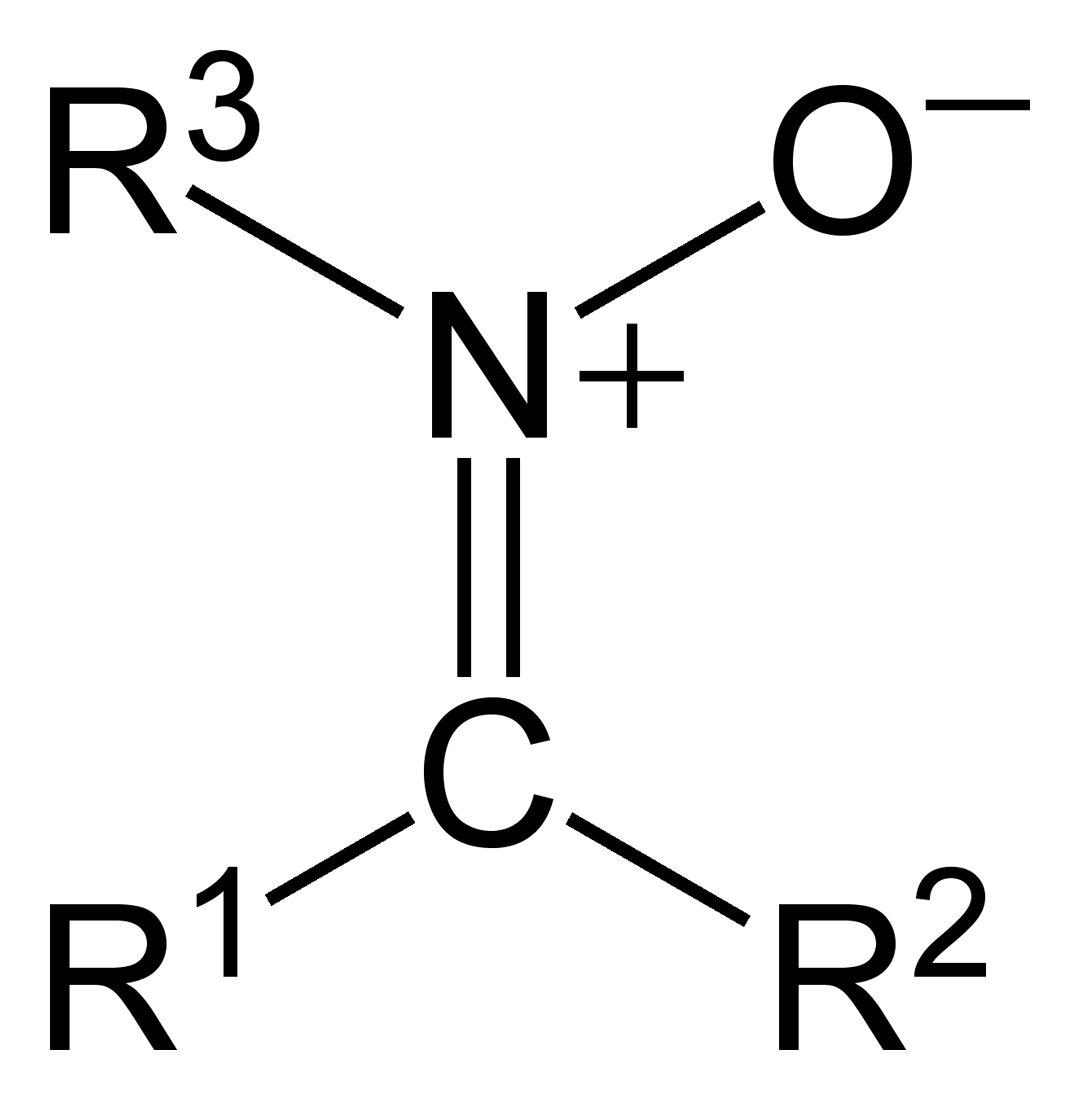
硝酮的通式。

硝酮（Nitrone）是亚胺的 N-氧化物，通式 R1R2C=NR3+O−，其中 R3 不为氢。

## 化学性质
硝酮是1,3-偶极体，可发生1,3-偶极环加成反应。它与烯烃发生环加成得到异噁唑啉环系：
这类反应的一个典型例子是Baylis-Hillman加成物与 C-苯基-N-甲基硝酮（R1 = 苯基，R2 = 氢，R3 = 甲基）加成为异噁唑啉的反应。
硝酮也可与末端炔烃在铜盐存在下反应生成 β-内酰胺，即Kinugasa反应。 例如：
上述反应中，第一步为硝酮与原位生成的炔化亚铜的环加成反应，产生异噁唑啉；第二步为异噁唑啉重排为四元的 β-内酰胺。